# Rhinogobius longyanensis
Rhinogobius longyanensis is een straalvinnige vissensoort uit de familie van de grondels (Gobiidae). De wetenschappelijke naam van de soort is voor het eerst geldig gepubliceerd in 2008 door Chen, Cheng & Shao.